# Oscar Hoppe
Oscar Hoppe (1886 – Opava, Tchecoslováquia, 19 de janeiro de 1936) foi um patinador artístico tchecoslovaco. Ele conquistou com Else Hoppe uma medalha de bronze em campeonatos mundiais (1927).

## Principais resultados

### Com Else Hoppe
| Campeonato Mundial | 5.º | 7.º | Medalha de bronze | 6.º |     | 6.º |  |  |  |  |  |  |  |  |  |
| Campeonato Europeu |     |     |                   |     | 7.º |     |  |  |  |  |  |  |  |  |  |
|                    |     |     |                   |     |     |     |  |  |  |  |  |  |  |  |  |